# Cyprian Apanowicz
Cyprian Adam Apanowicz (ur. 17 grudnia 1833 w Chrapach w powiecie zgierskim, zm. 14 stycznia 1920 w Dziankówku) – polski rolnik, działacz Polskiego Towarzystwa Krajoznawczego i organizator Muzeum Ziemi Kujawskiej i Dobrzyńskiej we Włocławku.

## Pochodzenie i praca rolnicza
Był synem Cypriana Mateusza Apanowicza (ur. 1793)), właściciela dóbr Czarchowa i oraz wsi Unisławice i Dąbrówka Połajewska oraz Heleny Liber (ur. ok. 1798, zm. 1852). Apanowicze byli rodziną ziemiańską pieczętującą się herbem Gozdawa, pochodzącą z Wołynia.
Ukończył szkołę średnią w Warszawie oraz ukończył kursy rolnicze z tytułem inżyniera. Przez większą część życia pracował jako rolnik. Karierę tę rozpoczął od pomagania ojcu przy prowadzeniu majątku Dziankówek, nabytej przez niego w 1855 roku. Reprezentował też interesy ojca w Warszawie. W 1866 roku odkupił od ojca majątek Dziankówek. Rodzinne gospodarstwo prowadził Do 1907 roku, po czym przekazał je synom Kazimierzowi i Romanowi. W 1909 roku odkupili oni majątek od ojca.
Już jako rolnik prowadził też działalność społeczną. Od 1870 roku był sędzią pokoju okręgu kowalskiego, a po reformie prawnej z 1876 roku - sędzią gminnym. Funkcję tę piastował do 1906 roku. Zgromadził też dużą bibliotekę prywatną.
Podczas powstania styczniowego sympatyzował ze stronnictwem białych, wspierając je finansowo.

## Działalność we Włocławku
Po porzuceniu pracy na roli, W 1907 roku zamieszkał we Włocławku. Tutaj także rozwinął działalność społeczną. Został prezesem Związku Katolików i jego delegatem na zjazd w Warszawie oraz członkiem Rady Włocławskiego Towarzystwa Wzajemnego Kredytu i Towarzystwa Wspierania Biednych.
Został też członkiem Komitetu Organizacyjnego Muzeum Kujawskiego (dzisiejszego Muzeum Ziemi Kujawskiej i Dobrzyńskiej we Włocławku, a później został jego pierwszym kustoszem. Jako kustosz Muzeum Ziemi Kujawskiego położył duże zasługi dla pozyskiwaniu nowych zbiorów i ich katalogowaniu. Osobiście podarował na poczet ekspozycji muzeum wiele własnych pamiątek. W 1911 roku był też współorganizatorem regionalnej wystawy artystyczno-etnograficznej.
18 marca 1909 roku, w dniu otwarcia Muzeum zapisał w książce pamiątkowej słowa:

Muzeum, to nasz grobowiec narodowy, do którego każdy przychodzień ze czcią i uszanowaniem wstępować powinien, tu bowiem leżą chociaż nie ciała naszych przodków ale pozostałe po nich pamiątki, płody ich ducha i umysłu, skropione nieraz ich potem, łzą, a nawet krwią – sładane dla nauki i przykładu dalszych pokoleń.

W 1908 roku był jednym ze współzałożycieli, a potem aktywnym działaczem oddziału Kujawskiego Polskiego Towarzystwa Krajoznawczego. Do 1914 roku pozostawał w zarządzie Oddziału, kiedy to jego działalność zawieszono z powodu wybuchu I wojny światowej. Prowadził własne badania krajoznawczo-naukowe, organizował też wycieczki krajoznawcze, w tym także poza granice zaboru rosyjskiego. Swoje wnioski prezentował w publikacjach. Jego prace to m.in. Monografia o Włocławku, Zarys geograficzno-historyczny okolic Chodcza, Kilka słów o kwestii bogactw naturalnych na Kujawach i Z ostatnich lat. W 1918 roku, po wznowieniu działalności Oddziału Kujawskiego PTK, został jego honorowym prezesem.
Apanowicz dał się też poznać jako prekursor ochrony środowiska. Toczył spór z władzami Fabryki Celulozy i Papieru we Włocławku o odprowadzenie ścieków pofabrycznych do Wisły, doprowadzając do jej zanieczyszczenia. Równocześnie prowadził odpowiednią kampanię informacyjną wśród społeczeństwa Włocławka. Proponował, by wybudować kolektor i sieć kanalizacji służącą do odprowadzania szkodliwych ścieków, co też zostało zbudowane.
Zmarł w zarządzanym niegdyś przez siebie Dziankówku. Został pochowany w rodzinnym grobowcu na cmentarzu w Białotarsku.

## Życie prywatne
Od 1866 roku był żonaty z Marią Teklą Domaradzką (1846–1916) herbu Jastrzębiec, z którą miał trzech piątkę dzieci: 
- Helenę (ur. przed 1870 rokiem)
- Cypriana Mariana (1874–1954) - współwłaściciela wsi Jaskrów, inżyniera, dyrektora okręgowej elektrowni w Częstochowie
- Romana Mariana (ur. 1878) - współwłaściciela wsi Dziankówek
- Kazimierza Mariana (ur. 1881–1960) - współwłaściciela wsi Dziankówek i Jaskrów
- Stefanię Marię (ur. ok. 1885)[1]

Sympatyzował z Narodową Demokracją.